# Sioure
 (décembre 2012).
Si vous disposez d'ouvrages ou d'articles de référence ou si vous connaissez des sites web de qualité traitant du thème abordé ici, merci de compléter l'article en donnant les références utiles à sa vérifiabilité et en les liant à la section « Notes et références ».
Sioure thiambé est un village situé au Sénégal en Afrique de l'Ouest, dans la région de Saint-Louis, dans le département de Podor, arrondissement de Cas-Cas, communauté rurale de Madina Diathbé.

## Population
La population de Siouré est estimée à 2 550 habitants.
Elle est entièrement composée de haalpulaar'en, ceux qui parlent Pulaar, la langue peul.

## Géographie et climat
Sioure est situé aux coordonnées 16° 27′ 16,16″ N, 14° 08′ 28,16″ O.
Il se trouve sur la rive gauche du fleuve Sénégal sur l'île à Morfil, entre les villages de Cas-Cas et de Walalde, situés à 10 km à l’est et à l’ouest.
Le lit du fleuve autrefois étroit s'est considérablement élargi au fil du temps et les crues du fleuve érodent les berges et obligent les riverains à se déplacer dans la partie haute du village pour se protéger.

## Potentialités
Les populations vivent de l’agriculture, de l’élevage et la pêche. 
Les cultures sont pratiquées à deux saisons : la saison humide ou Waalo et l’hivernage ou Jeeri.
Les cultures de décrue se font après que la crue du fleuve Sénégal s'est retirée des rivages. Il y a les cultures aux bords du fleuve qu’on appelle « Falo ou Palé » : on y sème du maïs, du niébé (haricot), des patates, des tomates, etc. Il y a aussi les cultures sous pluies ou mballaaji.
Mais à cause de la sécheresse des années 70, ces cultures traditionnelles sont de plus en remplacées par les cultures irriguées : périmètres de riz, de maïs, de sorgho et maraîchage.
La pêche est pratiquée la plupart du temps dans les eaux du fleuve et souvent  pendant la crue dans les rivières et les lacs. Plusieurs techniques sont utilisées : pêche à gros filets, battage de l’eau, pêche à la corde, pêche à la paille, plongée, etc.
c'est le lieu de rappeler que siouré est un village qui a marqué la civilisation des pêcheurs thiouballo dans la mesure où c'est le village d'un grand dignitaire du thioubalagou : Demba Jeeyel. C'est l'un des maîtres de guélaye Ali Fall dans le pékane cet air musical propre au soubalbé.Aujourd'hui Hammo DIOP,un des descendants de Demba Jeeyel, a repris le flambeau du pékane.
L'élevage et la foresterie, comme la pêche, sont de moins en moins pratiqués, voire en perdition, s'ils ne sont pas réhabilités grâce à un nouveau dynamisme dans la zone.
Beaucoup de filles et fils de Siouré sont dans la diaspora, en Afrique de l'Ouest, en Afrique centrale, en Europe surtout en France, Belgique, Allemagne, Espagne et aux États-Unis.
Siouré dispose également de cadres compétents évoluant dans de hautes sphères de l'administration sénégalaise et dans le privé.
Siouré dispose également d'étudiants de haut niveau dans différents domaines requis (sénégal,france .mauritanie.....)

## Infrastructures
Le village possède :
- une école de six classes,et un collèges de trois classes  prés et d autre an constriction ;
- une case de santé achevée en 1989 et entièrement construite par le village, mais qui attend toujours l'affectation d'un agent de santé de la part de l'état.
- un puits grâce à l’USE (une ONG sénégalaise) mais qui reste inutilisé à cause de son fort taux de salinité,
- un forage,
- une mosquée en dur,
- trois périmètres irrigués, très mal-en-point depuis le désengagement de la SAED et de l'État du Sénégal.
- un périmètre pour les activités de maraîchage des femmes.

## Organisation communautaire
À la tête du village, il y a un Chef de village.
Les femmes sont organisées en groupement de promotion féminine et ont créé, pour leurs activités commerciales, un Groupement d’Intérêt Economique (GIE), conformément aux dispositions de l’Acte uniforme de l’OHADA relatif au droit des sociétés commerciales et du GIE.
Quant aux jeunes (garçons et filles), ils ont mis en place une association reconnue par l’autorité de tutelle. Cette association s’occupe aussi bien des activités sportives et culturelles, que des activités de développement socio économiques :
- Participation dans l'organisation des cérémonies civiles (mariage, baptême, décès) et religieuses (Maouloud, Ziarra annuelle du marabout du village),
- réalisation d’activités: assainissement du village, investissement humain et reboisement, etc.

Pour les différentes activités du village, il a été mis en place des bureaux dont les membres sont élus par l’assemblée générale annuelle de tous les habitants, à laquelle ils sont tenus de rendre compte, à la fin de chaque année :
- Bureau pour les parents d’élèves,
- Comité de gestion du Forage, la création d'une ASUFOR est en cours.
- Comité de gestion de la Case de santé,
- Bureau de gestion des périmètres irrigués,
- Bureau de gestion de la Banque de céréales,
- Conseil d’administration pour la Mutuelle d’Epargne et de Crédit de Sioure (MECSI) en cours de création.

## L'enclavement
Siouré, comme les autres villages de l'île à Morphil, est enclavé, malgré la réalisation du pont de Madina Ndiathbé sur le Doué. En effet, ce pont ne pourra jouer son rôle à fond que lorsque la digue de remblai reliant Madina Ndiathbé et les villages de l'île sera réhabilitée sur les 20 km de sa longueur totale.
Une étude hydrologique sérieuse est nécessaire pour venir à bout des ruptures annuelles de cette digue vitale pour les populations de l'île.
La réalisation de cette digue de 20 km est la solution à l'enclavement de l'Île à Morphil mais elle permettra aussi une meilleure maîtrise des crues du fleuve et une gestion optimale des eaux et des terres de cette zone qui devrait être un des greniers du Sénégal.
En plus de cette digue, une route digne de ce nom devrait longer les villages principaux tels que Saldé, Thioubalel, Doungel, Cas-Cas, Siouré Thiambé, Walaldé, Boki, Démét, etc.